# كيسوكي ساكا
كيسوكي ساكا (باليابانية: 坂圭祐) هو لاعب كرة قدم ياباني في مركز الدفاع، ولد في 7 مايو 1995 في ميه في اليابان. لعب مع شونان بلمار.

## وصلات خارجية
- كيسوكي ساكا على موقع رابطة كرة القدم اليابانية للمحترفين (اليابانية)
- كيسوكي ساكا على موقع قاعدة بيانات كرة القدم.إي يو (الإنجليزية)
- كيسوكي ساكا على موقع Soccerway.com (الإنجليزية)
- كيسوكي ساكا على موقع عالم كرة القدم.نت (الإنجليزية)